# Шернебек
Шернебек (нем. Schernebeck) — деревня в Германии, в земле Саксония-Анхальт, входит в район Штендаль в составе городского округа Тангерхютте.
Население составляет 244 человек (на 31 декабря 2013 года). Занимает площадь 12,24 км².

## История
Первое упоминание о поселении относится к 1121 году.
31 мая 2010 года, после проведённых реформ, Шернебек вошёл в состав городского округа Тангерхютте в качестве района.